# Die Ameisenstraße
Die Ameisenstraße é um filme de drama austríaco de 1995 dirigido e escrito por Michael Glawogger e Barbara Zuber. Foi selecionado como representante da Áustria à edição do Oscar 1996, organizada pela Academia de Artes e Ciências Cinematográficas.

## Elenco
- Robert Meyer - Alfred Navratil
- Bibiane Zeller - Frau Gerhartl
- Nikolaus Paryla - Roland Wanecek
- Monika Tajmar - Frau Elvira Wanecek
- Wolfgang Böck - Ernstl Freitag
- Brigitte Kren - Rosi Freitag